# Mendonça Prado
José de Araújo Mendonça Sobrinho, mais conhecido como Mendonça Prado (Aracaju, 14 de outubro de 1966), é um advogado e político brasileiro filiado ao NOVO.foi deputado federal desde fevereiro de 2003 a janeiro de 2020, conseguindo na câmara três mandatos consecutivos.